# Dendrobium sidikalangense
Dendrobium sidikalangense là một loài thực vật có hoa trong họ Lan. Loài này được Dauncey mô tả khoa học đầu tiên năm 2001.